# Britische Ostafrikanische Rupie
Die Britische Ostafrikanische Rupie (East African rupee) war die Währung der britischen Kolonien und Protektorate von 1906 bis 1920, also Britisch-Ostafrikas, Tanganjikas und Sansibars. 
Die Britisch-Ostafrikanische Rupie war in 100 Cent unterteilt und ersetzte die vorher in Ostafrika zirkulierende Indischen Rupie.
1920 wurde die Britisch-Ostafrikanische Rupie wiederum ersetzt durch das britische Pfund Sterling in einem Verhältnis von 1 Rupie = 2 Shilling (1 Florin). In Ostafrika, folgte im selben Jahr die Ersetzung der Rupie durch den Ostafrikanischen Florin.
Erwähnenswert ist noch, dass diese Währung die erste Aluminium-Münze überhaupt enthielt, nämlich das 1-Cent-Stück von 1907.
Wertmäßig entsprach sie auch der Deutsch-Ostafrikanischen Rupie.

## Münzen

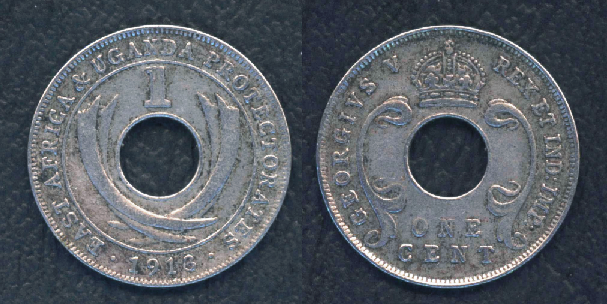
1-Cent-Münze der Ostafrikanischen Rupie von 1913. Durchmesser 22,3 mm

Silbermünzen wurden 1906 zu den Werten 25 und 50 Cents herausgegeben, gefolgt vom Aluminium-1-Cent-Stück und dem Kupfer-Nickel-10-Cent 1907, dem Aluminium-½-Cent 1908 und der Kupfer-Nickel-5-Cent-Münze 1913. 1909 ersetzte Kupfer-Nickel das Aluminium.

## Banknoten
1906 wurden die ersten Banknoten von der Regierung Britisch-Ostafrikas in Umlauf gebracht (die erste mit dem Datum 1905 versehen), mit den Werten 5, 10, 20, 40, 100 und 500 Rupien. 1920 brachte der East African Currency Board eine 1-Rupie-Note heraus, kurz bevor die Rupie ersetzt wurde.